# Односи Југославије и Либије
Односи Југославије и Либије су били историјски спољни односи између Либије и Социјалистичке Федеративне Републике Југославије. Две земље успоставиле су формалне дипломатске односе 1955. године.
Током Хладног рата обе земље су активно учествовале у раду Покрета несврстаних. Унутар покрета Југославија је припадала кључним члановима покрета који су се залагали за еквидистанцу према оба блока током Хладног рата, док се Либија често сврстала у групу „прогресивних” чланова који су више били окренути Совјетском Савезу. Упркос томе, Југославија се залагала за блиску сарадњу Евро–Медитеранских чланова покрета као одговор на ексклузивне Азија–Африка или триконтиненталне (Азија-Африка-Латинска Америка) иницијативе. Београд их је доживљавао као настојање Совјета да поткопају и уманје југословенско и медитеранско место у покрету.
Председник Југославије Јосип Броз Тито је званично посетио Либију у три наврата 1970, 1977. и 1979. године. Краљ Идрис од Либије посетио је Југославију између 8. и 21. августа 1969, док је пуковник Муамер ел Гадафи посетио Југославију током живота председника Тита 1973, 1977. и 1978. године. Срдачни односи између две земље су на крају прерасли у војну трговину у којој је Либија постала главни клијент за југословенско оружје и другу опрему, те је Либија међу осталим купила 116 југословенских млазних авиона Г-2 галеб. Развијена је значајна економска сарадња и у осталим областима са великим бројем југословенских компанија и радника који су радили у Либији. Директни летови Сарајево–Београд –Триполи се одржавају отприлике 2 до 3 пута недељно. Упркос томе што је била европска социјалистичка држава с најближим односима са Сједињеним Државама, Југославија је оштро осудила америчко бомбардовање Либије 1986. године.